# 대결! 애니메이션
《대결! 애니메이션》(일본어: 対決!アニメ)는 2022년 공개된 일본의 영화로, 한국에서는 2024년 3월 6일에 개봉한 영화다.

## 출연진

### 주연
- 요시오카 리호 - 사이토 히토미 역
- 나카무라 토모야 - 오지 치하루 역
- 오노 마치코 - 아리시나 카야코 역
- 에모토 타스쿠 - 유키시로 오사무 역

### 조연
- 쿠도 아스카 - 무네모리 슈헤이 역
- 오노 카린 - 니미사와 카즈나 역
- 마에노 토모야 - 네기시 역
- 야시바 토시히로
- 신타니 마유미
- 미즈마 론
- 마에하라 코우
- 미노스케
- 후루타치 칸지 - 고시가야 역
- 도쿠이 유 - 마요야마다 역
- 록카쿠 세이지 - 세키 역